# Spatula hottentota

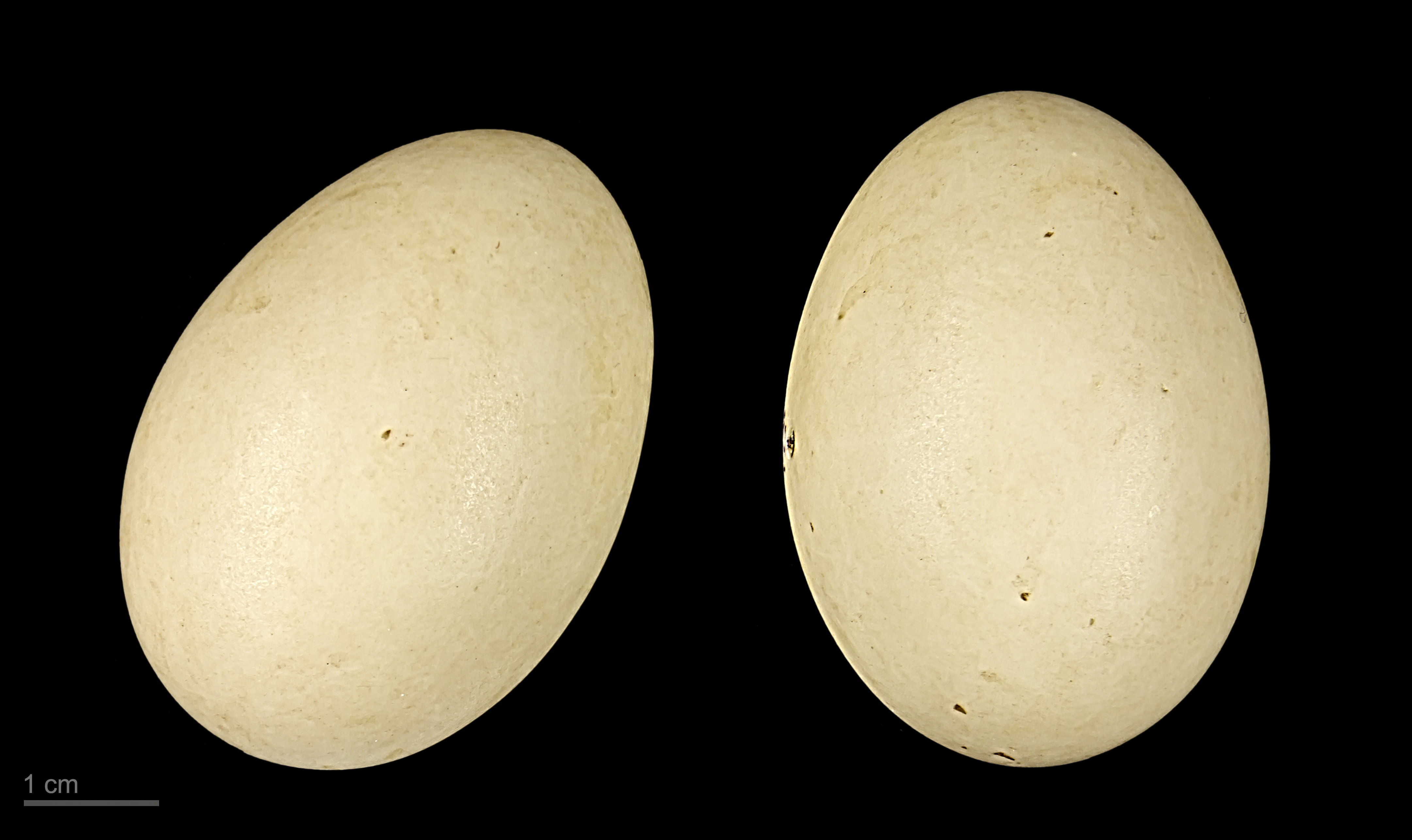
Spatula hottentota - MHNT

La cerceta hotentote, cerceta de hottentot o cerceta joi (Spatula hottentota, sin. Punanetta hottentota, anteriormente Anas hottentota) es una especie de ave anseriforme de la  familia Anatidae. Se encuentra ampliamente distribuida en África al sur del Sahara, incluida Madagascar. No se reconocen subespecies.